# Smilax bapouensis
Smilax bapouensis är en enhjärtbladig växtart som beskrevs av Hen Li. Smilax bapouensis ingår i släktet Smilax och familjen Smilacaceae. Inga underarter finns listade.